# KF Shkëndija Tetovo
El KF Shkëndija (en macedonio: ФК Шкендија, FK Škendija), también conocido como FK Škendija, es un club de fútbol situado en Tetovo, Macedonia del Norte. Juega en la Primera División de Macedonia del Norte, y en su palmarés cuenta con cinco ligas, dos Copas de Macedonia del Norte y una supercopa.
El Škendija ha estado ligado a la minoría albanesa desde su fundación en 1979, y cuando Macedonia se independizó de Yugoslavia, se convirtió en uno de sus equipos más representativos. En la temporada 2004/05 debutó a Primera División, y en la 2010/11 consiguió su primer campeonato de liga.

## Historia
El KF Shkëndija fue fundado en 1979 por albanos de Tetovo, una ciudad ubicada en la actual Macedonia del Norte que cuenta con una mayoría de población albanesa. Desde el principio, el club ha sido considerado un símbolo albanés, y durante los últimos años de existencia de Yugoslavia, se posicionó como el equipo de la minoría albanesa. 
En sus dos primeros años de vida, el Shkëndija llegó a subir hasta la segunda división del país, lo que hizo que su popularidad aumentara entre la minoría albanesa. Por temor a que esto pudiera causar problemas entre grupos étnicos, las autoridades yugoslavas intervinieron y cerraron su estadio. El club tuvo que abandonar la liga y quedó en una situación de debilidad, de la que no pudo salir hasta que la República de Macedonia se independizó.
Con la independencia, el KF Shkëndija se profesionalizó e ingresó en los campeonatos macedonios, de los que partió desde las categorías inferiores. Poco a poco, el club creció y en la temporada 2004/05 ascendió a Primera División. Tras unas malas temporadas que supusieron el descenso a la segunda categoría en 2008/09, el equipo se recuperó al año siguiente y en la temporada 2010/11, el KF Shkëndija se proclamó campeón de liga, a las órdenes de Qatip Osmani.

### Dimensión del club
Como equipo de una ciudad macedonia con mayoría de población albanesa, el KF Shkëndija se ha visto siempre como un referente del nacionalismo albanés. Su grupo ultra más conocido se hace llamar Ballistët, y toma su nombre del Balli Kombëtar (traducido como Frente Nacional), una organización anticomunista, republicana y nacionalista que surgió durante la Segunda Guerra Mundial, y combatió contra los movimientos partisanos.
La mayoría de jugadores y cuerpo técnico pertenecen a la minoría albanesa, y el club toma como sus colores los de la bandera de Albania, que muchos de sus aficionados también utilizan para animar a su equipo. Además de mantener una fuerte rivalidad con la mayoría de equipos macedonios, sus hinchas tienen mala relación con los clubes serbios.

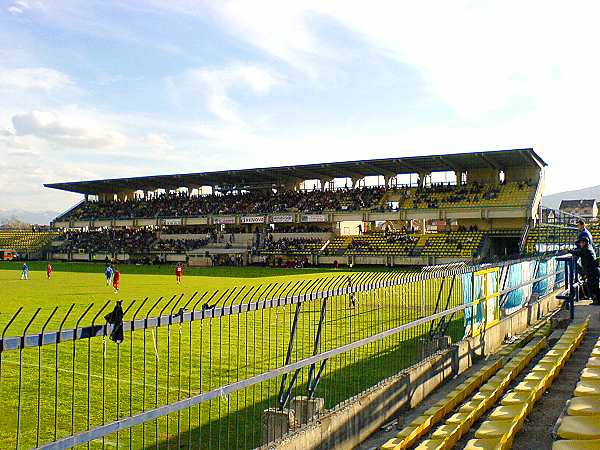
El Gradski stadion en Tetovo anterior sede del club.

## Estadio
El campo donde el KF Shkëndija juega sus partidos como local es el Ecolog Stadium desde 2016, ya que antes jugaba en el Estadio de Tetovo (en macedonio, Градски стадион Тетово). Cuenta con capacidad para 15.000 espectadores y césped natural. Anteriormente el club compartía el campo con otras dos entidades de la ciudad; el FK Teteks (con el que mantiene una fuerte rivalidad) y el FK Renova (propietario del terreno).

## Gerencia
| Puesto                      | Nombre          |
| --------------------------- | --------------- |
| Dueño                       | Lazim Destani   |
| Presidente                  | Lulzim Imeri    |
| Gerente general             | Arber Shaqiri   |
| Director deportivo          | Mathias Walther |
| Director social y comercial | Mislim Hasipi   |
| Director financiero         | Faton Alili     |
| Director de Operaciones     | Driton Musliu   |

## Entrenadores
- Zoran Smileski (1992 – 1995)
- Ajet Shosholli (1995 – 1996)
- Edmond Miha (1999)
- Zoran Smileski (1999 – 2000)
- Idriz Sulejmani (2000 – 2001)
- Zoran Smileski (2001)
- Medin Zhega (2002)
- Buran Beadini (2003 – 2004)
- Iskender Junuzi (Jul 2004 – Nov 2004)
- Nexhat Huseini (Nov 2004 – Jun 2006)
- Edmond Miha (2006 – Abr 2007)
- Ibrahim Ljuma (Abr 2007 – Jun 2007)
- Qatip Osmani (Jul 2007 – Oct 2007)
- Zoran Smileski (Oct 2007 – Mar 2008)
- Borce Hristov (Mar 2008 – May 2008)
- Ejup Sulejmani (May 2008 – Dic 2008)
- Zoran Stratev (Ene 2009 – Jun 2009)
- Qatip Osmani (Jul 2009 – Sep 2010)
- Edmond Miha (Sep 2010 – Nov 2010)
- Qatip Osmani (Nov 2010 – Sep 2011)
- Erhan Salimi (interino) (Oct 2011)
- Nexat Shabani (Oct 2011 – Mar 2012)
- Qatip Osmani (Mar 2012 - Jul 2012)
- Ibrahim Luma (interino) (Ago 2012)
- Artim Shaqiri (Ago 2012 – Jul 2013)
- Gjore Jovanovski (Aug 2013 - Nov 2013)
- Shpëtim Duro (Nov 2013 – May 2014)
- Roy Ferenčina (Jun 2014 - Aug 2014)
- Jeton Beqiri (interino) (Sep 2014)
- Ardian Kozniku (Sep 2014 – Mar 2015)
- Jeton Beqiri (Mar 2015 - May 2015)
- Shpëtim Duro (Jun 2015 - Dec 2015)
- Bruno Akrapović (Dic 2015 – Oct 2016)
- Jeton Beqiri (interino) (Oct 2016 - Dic 2016)
- Thomas Brdarić (Ene 2017 - May 2017)
- Erhan Salimi (interino) (May 2017)
- Qatip Osmani (Jun 2017 – Sep 2019)
- Erhan Salimi (interino) (Sep 2019 - Oct 2019)
- Ernest Gjoka (Oct 2019 – Ago 2021)[6]
- Bruno Akrapović (Ago 2021 – Jun 2022)
- Artim Shaqiri (Jun 2022 –)

## Jugadores

### Jugadores destacados
- Ferhan Hasani
- Artim Šakiri
- Agim Ibraimi
- Nebi Mustafi
- Nderim Nedzipi
- Valmir Nafiu
- Mensur Kurtisi
- Suat Zendeli
- Nuri Mustafi
- Argjend Bekjiri
- Ardijan Nuhiji
- Ilami Halimi
- Arbën Nuhiji
- Vladimir Nikitović
- Ivan Stanković

## Palmarés
- Primera División de Macedonia del Norte: 5

2010-11, 2017-18, 2018-19, 2020-21, 2024-25
- Copa de Macedonia del Norte: 2

2015/16, 2017/18
- Supercopa de Macedonia del Norte: 1

2011/12
- Segunda Liga de Macedonia del Norte: 3

1995–96, 1999–2000, 2009–10

## Participación en competiciones de la UEFA
| Temporada | Torneo                        | Ronda            | Club                     | Ida         | Vuelta      |  |
| --------- | ----------------------------- | ---------------- | ------------------------ | ----------- | ----------- |  |
| 2011–12   | UEFA Champions League         | Clasificatoria 2 | FK Partizan              | 0–4         | 0–1         |  |
| 2012–13   | UEFA Europa League            | Clasificatoria 1 | Portadown FC             | 0–0         | 1-2         |  |
| 2014–15   | UEFA Europa League            | Clasificatoria 1 | Zimbru                   | 2–1         | 0–2         |  |
| 2015–16   | UEFA Europa League            | Clasificatoria 1 | Aberdeen                 | 1–1         | 0–0 (a)     |  |
| 2016–17   | UEFA Europa League            | Clasificatoria 1 | Cracovia                 | 2–0         | 2–1         |  |
| 2016–17   | UEFA Europa League            | Clasificatoria 2 | Neftçi                   | 1–0         | 0–0         |  |
| 2016–17   | UEFA Europa League            | Clasificatoria 3 | Mladá Boleslav           | 2–0         | 0–1         |  |
| 2016–17   | UEFA Europa League            | Play-off         | Gent                     | 0-4         | 1–2         |  |
| 2017–18   | UEFA Europa League            | Clasificatoria 1 | Dacia Chișinău           | 3–0         | 4–0         |  |
| 2017–18   | UEFA Europa League            | Clasificatoria 2 | HJK                      | 3–1         | 1–1         |  |
| 2017–18   | UEFA Europa League            | Clasificatoria 3 | Trakai                   | 3–0         | 1–2         |  |
| 2017–18   | UEFA Europa League            | Play-off         | Milan                    | 0–1         | 0–6         |  |
| 2018–19   | UEFA Champions League         | Clasificatoria 1 | The New Saints           | 5–0         | 0–4         |  |
| 2018–19   | UEFA Champions League         | Clasificatoria 2 | Sheriff Tiraspol         | 1–0         | 0–0         |  |
| 2018–19   | UEFA Champions League         | Clasificatoria 3 | Red Bull Salzburgo       | 0–1         | 0–3         |  |
| 2018–19   | UEFA Europa League            | Play-off         | Rosenborg                | 0–2         | 1–3         |  |
| 2019-20   | UEFA Champions League         | Clasificatoria 1 | Nõmme Kalju              | 1–2         | 1–0 (v)     |  |
| 2019-20   | UEFA Europa League            | Clasificatoria 2 | F91 Dudelange            | 1–2         | 1–1         |  |
| 2020-21   | UEFA Europa League            | Clasificatoria 1 | Sumgayit                 | 2–0         | 2–0         |  |
| 2020-21   | UEFA Europa League            | Clasificatoria 2 | Botoșani                 | 1–0         | 1–0         |  |
| 2020-21   | UEFA Europa League            | Clasificatoria 3 | Tottenham Hotspur        | 1–3         | 1–3         |  |
| 2021-22   | UEFA Champions League         | Clasificatoria 1 | Mura                     | 0–1         | 0–5         |  |
| 2021-22   | Europa Conference League      | Clasificatoria 1 | Riga                     | 0–2         | 0–1         |  |
| 2022-23   | Europa Conference League      | Clasificatoria 1 | Ararat                   | 2–0         | 2–2         |  |
| 2022-23   | Europa Conference League      | Clasificatoria 2 | Valmiera                 | 3–1         | 2–1         |  |
| 2022-23   | Europa Conference League      | Clasificatoria 3 | AIK                      | 1–1 (2-3 p) | 1–1         |  |
| 2023-24   | UEFA Europa Conference League | Clasificatoria 1 | Haverfordwest County AFC | 1–0         | 0-1 (2-3 p) |  |
| 2024-25   | UEFA Europa Conference League | Clasificatoria 1 | FC Noah                  | 1–2         | 0-2         |  |